# Arne Blomgren
Arne Blomgren, född 1 maj 1909, död 1987, var en svensk ornitolog som blev känd för sina skildringar av bland annat sångsvan och lavskrika. Bland hans fågelböcker kan, förutom Lavskrika (1964) och Sångsvan (1974), nämnas nämnas Fåglar i Nordanskog (1958).